# Катастрофа Ту-134 в Драконовых горах
Катастрофа Ту-134 в Драконовых горах — авиационная катастрофа, произошедшая в воскресенье 19 октября 1986 года на территории ЮАР. Авиалайнер Ту-134А-3 авиакомпании LAM Mozambique Airlines совершал рейс по маршруту Мапуту—Лусака—Мбала—Мапуту, но при заходе на посадку в пункте назначения врезался в холм в горах Лебомбо в 35 километрах от Мбузини. Из находившихся на его борту 44 человек (35 пассажиров и 9 членов экипажа) выжили 10; среди погибших были действующий президент Мозамбика Самора Машел и ряд чиновников.
И в Мозамбике, и за его пределами распространено стойкое убеждение, что катастрофа была подстроена спецслужбами режима апартеида в ЮАР.

## Самолёт
Ту-134А (по другим данным — Ту-134АК) (заводской номер 63457, серийный 59-09) был выпущен Харьковским авиационным заводом 30 сентября 1980 года, после чего, в соответствии с контрактом, был направлен в Мозамбик, где был передан авиакомпании LAM Mozambique Airlines, в которой получил лётный сертификат и регистрационный номер C9-CAA (встречается также вариант C9CAA). Последний ремонт проводился в августе 1984 года на Минском заводе №407 гражданской авиации. Также 1 августа 1986 года прошёл техобслуживание по форме Ф-3Е, в ходе которого его два турбореактивных двигателя Д-30-II производства Пермского моторного завода были заменены на Д-30-III, тем самым наименование модели сменилось на Ту-134А-3. На день катастрофы 5-летний авиалайнер совершил 565 циклов «взлёт-посадка» и налетал 1040 часов, в том числе 240 циклов «взлёт-посадка» и 390 часов после ремонта на Минском заводе №407.

## Экипаж
В соответствии с контрактом, заключённым между Авиаэкспортом и ВВС Мозамбика, самолёт пилотировался командированным в Мапуту экипажем из Ленинградского УГА (авиакомпания «Аэрофлот»). Состав экипажа был таким:
- Командир воздушного судна (КВС) — 48-летний Юрий Викторович Новодран. Пилот 1-го класса, налетал 13 056 часов, 7523 из них на Ту-134 (6462 из них в качестве КВС).
- Второй пилот — 29-летний Игорь Петрович Картамышев. Налетал 3790 часов, 2380 из них на Ту-134.
- Штурман — 48-летний Олег Николаевич Кудряшов. Налетал 12 942 часа, 6074 из них на Ту-134.
- Бортмеханик — 37-летний Владимир Б. Новосёлов. Налетал 6203 часа, все на Ту-134.
- Бортрадист — 48-летний Анатолий Александрович Шулипов. Налетал 14 370 часов, 1450 из них на Ту-134.

В салоне самолёта работали четыре стюардессы — все они были гражданами Мозамбика:
- Орланда Джоссиас Гаррине Чумайо (англ. Orlanda Jossias Garrine Chumaio),
- Эсмеральда Луиса (англ. Esmeralda Luisa),
- София Франциска Ароне (англ. Sofia Francisca Arone),
- Мария Ильда Каран (англ. Maria Ilda Carão).

- Ю. В. Новодран
- И. П. Картамышев
- О. Н. Кудряшов
- А. А. Шулипов

## Хронология событий
Согласно сохранившимся отдельным записям в бортжурнале и сведениям, полученным в промежуточных аэропортах, в 05:10 CAT Ту-134А-3 борт C9-CAA с полностью заправленными топливными баками (14 200 килограммов), 9 членами экипажа и 38 пассажирами на борту вылетел из Мапуту (Мозамбик) и через 1 час 55 минут (в 07:05) приземлился в Лусаке (Замбия). 
В Лусаке самолёт был опять полностью дозаправлен, после чего в 07:46 вылетел из Лусаки и через 1 час 16 минут (в 09:02) приземлился в Мбале (Замбия); в Мбале дозаправка не производилась. На борт поднялись президент Мозамбика Самора Машел (после официальной встречи с президентами Заира, Анголы и Замбии) и сопровождавшие его лица. 
В 16:38 самолёт с 9 членами экипажа и 35 пассажирами на борту вылетел из Мбалы.
Перелёт из Мбалы в Мапуту проходил под контролем автопилота со скоростью 750 км/ч и на эшелоне FL350 (10 650 метров, хотя в бортжурнале был указан эшелон FL370 (11 300 метров)) по маршруту с прохождением контрольных точек MBALA, KASAMA, NDOLA, LUSAKA, HARARE и MASVINGO. В топливных баках находились около 10 тонн авиакеросина при расчётном расходе 7,6 тонн (по подсчётам, остаток авиатоплива должен был составлять 2,4 тонны). При этом запасным аэродромом была выбран аэропорт Бейры на расстоянии 717 километров от Мапуту (для его достижения остатка в 2,4 тонны авиатоплива могло не хватить).
На подходе к воздушному пространству Мозамбика в 18:46:25 бортрадист вышел на связь с диспетчерским центром в Мапуту. В 18:48:08 с борта C9-CAA было доложено о прохождении радиомаяка KURLA в 440 километров от Мапуту, и расчётном времени посадки в Мапуту в 19:25. 
В 19:02:00 с самолёта было доложено: С9САА, сейчас готовы к снижению. В 19:02:16 авиадиспетчер ответил: Понял С9САА, сейчас оставляем эшелон 350 для 3000 футов.
В 19:10:11, когда самолёт находился на высоте 5500 метров, штурман самовольно, не дожидаясь указания командира, изменил курс самолёта на 38° в сторону холмов, чего командир никак не ожидал.
| 19:11:28 | КВС     | Е…ть, какие-то виражи делает? Не мог напрямую, б…я! |
|          | Штурман | VOR туда показывает.                                |

Затем отключились ILS и DME, в результате чего, находясь ночью над пустынной местностью, экипаж был дезориентирован. После доворота на курс 222° самолёт фактически летел параллельно взлётной полосе №23 аэропорта Мапуту, но в 50 километрах от неё, то есть вне зоны радиомаяков. Однако пилоты не предпринимали никаких действий, так как считали, что им дают прямой заход на посадку на ВПП №23, поэтому продолжил снижение с вертикальной скоростью 2,6—3 м/сек. Автопилот при этом продолжал выдерживать заданный экипажем курс. 
Затем два раза (в 19:21:01 и 19:21:32) прозвучал сигнал GPWS, на что КВС выругался: Вот зараза!, но снижение не прекратил. В 19:21:39 по местному времени на высоте 666,6 метров над уровнем моря борт C9-CAA в полётной конфигурации врезался в холм и полностью разрушился. Катастрофа произошла в Драконовых горах на территории ЮАР у границы со Свазилендом. В катастрофе выжили 10 человек — 1 член экипажа (бортмеханик Новосёлов) и 9 пассажиров (в том числе личный охранник президента Фернанду Мануэл Жоао (порт. Fernando Manuel João)), остальные 34 человека (8 членов экипажа и 26 пассажиров, включая президента Самору Машела) погибли.
На 2022 год это крупнейшая авиакатастрофа (по числу погибших) в истории Мозамбика и на территории ЮАР.

## Расследование
Так как катастрофа произошла на территории ЮАР, то расследование велось в Кейптауне. 
Окончательный отчёт расследования был опубликован 2 июля 1987 года.
В отчёте южноафриканская комиссия сделала заключение, что катастрофа борта C9-CAA произошла исключительно из-за ошибочных действий экипажа, который при полёте по приборам перешёл на визуальный полёт и продолжил снижение в ночных условиях и при полёте в облаках, при этом игнорируя сигналы GPWS об опасном сближении с землёй. Уклонение от траектории захода на посадку было вызвано тем, что экипаж настроил навигационное оборудование не на радиомаяк Мапуту, а на радиомаяк Матсафа в Свазиленде.

### Неофициальные версии
Наиболее распространена версия, что катастрофа борта C9-CAA произошла из-за диверсии спецслужб ЮАР, которые таким образом решили убить Самору Машела; для этого в Драконовых горах был установлен небольшой радиомаяк, передававший ложные сигналы, которые сбили экипаж с толку. Такие радиомаяки на тот момент уже выпускались и могли перевозиться на автоприцепе. Также местные жители рассказывали о загадочной военной палатке, в 150 метрах от которой самолёт врезался в холм; после катастрофы эта палатка исчезла.
Один из выживших в катастрофе заявил, что непосредственно перед падением самолёта в салоне раздался звук, похожий на выстрел (как будто по самолёту стреляли), двигатели тут же отключились и в салоне погас свет.

## Культурные аспекты
Фильм 2021 года «Гранит» начинается с данной авиакатастрофы.
Повесть Евгения Коршунова "Тайна "изогнутого луча" практически воспроизводит неофициальную версию катастрофы.